# Maszków (województwo dolnośląskie)
Maszków (niem. Philippsfeld) – wieś w Polsce położona w województwie dolnośląskim, w powiecie oławskim, w gminie Oława.
W latach 1975–1998 miejscowość administracyjnie należała do województwa wrocławskiego.
Według Narodowego Spisu Powszechnego (III 2011 r.) liczył 47 mieszkańców. Jest najmniejszą miejscowością gminy Oława.
Wieś znajduje się na terenie parafii pw. św. Jakuba Apostoła w Małujowicach.